# Brech
Brech är en kommun i departementet Morbihan i regionen Bretagne i nordvästra Frankrike. Kommunen ligger i kantonen Pluvigner som tillhör arrondissementet Lorient. År 2022 hade Brech 7 057 invånare.

## Befolkningsutveckling
Antalet invånare i kommunen Brech
| Referens: INSEE |